# Апостол-Кегич, Егор Иванович
Его́р Ива́нович Апо́стол-Кегич (1802 или 1803 — после 1850) — декабрист, помещик.

## Биография
Родился около 1803 года. Происходил из дворян Полтавской губернии, его отец — секунд-майор Иван Михайлович Апостол-Кегич, происходил из казацкой старшины Гетманщины. 
Воспитывался дома. Службу начал 28 ноября 1820 года подпрапорщиком Черниговского пехотного полка. С 20 мая 1824 года — прапорщик, адъютант размещённого в Василькове 2-го батальона. Не будучи членом тайного общества декабристов, 30 декабря 1825 года присоединился к восстанию Черниговского полка, но 3 января 1826 года оставил его. Военным судом при 1-й армии в Могилёве был приговорён к лишению чинов и дворянства и разжалованию в солдаты. Однако, по решению аудиторского департамента Главного штаба, которое 12 июля 1826 года утвердил император Николай I, был подвергнут шестимесячному заключению в Бобруйской крепости, после чего возвращён на службу. В марте 1828 года из-за болезни ушел в отставку, обязавшись жить в Константиноградском уезде Полтавской губернии.
В 1843—1844 годах служил выборным заседателем Константиноградского уездного суда, с 22 декабря 1850 года был судьёй Константиноградского межевого суда. 
Имел 58 душ крепостных и тысячу десятин земли. Вторая часть его фамилии отразилась в названии населенного пункта Кегичёвка, в который вошёл хутор Егоровка — имение Апостола-Кегича.